# Dörpling
Dörpling er en by og kommune i det nordlige Tyskland, beliggende i Amt Kirchspielslandgemeinden Eider i den nordlige del af Kreis Dithmarschen. Kreis Dithmarschen ligger i den sydvestlige del af delstaten Slesvig-Holsten.

## Geografi
Landsbyen er beliggende omkring 17 km nordøst for landkreisens administrationsby Heide, 4 km øst for Tellingstedt tæt ved Ejderen ved Kreisstraße 46. Kommunen ligger i Eider-Treene-Sorge-Niederung.

### Nabokommuner
Nabokommuner er (med uret fra nord) kommunerne Pahlen, Tielenhemme, Dellstedt, Tellingstedt og Hövede (alle i Kreis Dithmarschen).